# Ljubno (gmina Radovljica)
Ljubno – wieś w Słowenii, w gminie Radovljica. W 2018 roku liczyła 447 mieszkańców.